# Erik Skjoldbjærg
Erik Skjoldbjærg (ur. 14 grudnia 1964 w Tromsø) – norweski reżyser i scenarzysta filmowy.
Debiutował w pierwszej połowie lat 90. W 1997 nakręcił Bezsenność, rozgrywający się na północy psychologiczny kryminał ze Stellanem Skarsgårdem w roli zgorzkniałego policjanta w średnim wieku. Film został dostrzeżony w Hollywood i w 2002 Christopher Nolan wyreżyserował remake zatytułowany Bezsenność. Rok wcześniej Skjoldbjærg nakręcił w Stanach Zjednoczonych Pokolenie P z Christiną Ricci. Pracuje w ojczyźnie, także na potrzeby telewizji.

## Reżyseria
- Spor (1996)
- Bezsenność (1997)
- Pokolenie P (Prozac Nation, 2001)
- En folkefiende (2005)
- Størst av alt (2006, telewizja)
- Pod dnem (Pionér, 2013)